# 禅プランニングアンドプロデュース
株式会社禅プランニングアンドプロデュースは、テレビ番組や映像制作を行なっていた制作プロダクション。

## テレビ番組
- Do!スポーツ（1985年4月 - ）
- YAMAHA ON and OFF（番組初期）
- カーグラフィックTV
- 新春特番！オールスターものまね紅白歌合戦(フジテレビ)1989年1月3日[1]

## ビデオマガジン
- マンスリーモーターサイクルビデオマガジン RIDE ON

## スタッフ
- 石垣敏晴
- 小田佳奈子
- 小山均
- 佐藤扇秀
- 関真也
- 西敏也
- 藤瀬昇
- 落合仁